# San Lorenzo (stacja metra)
San Lorenzo – stacja metra w Madrycie, na linii 4. Znajduje się w dzielnicy Hortaleza, w Madrycie i zlokalizowana jest pomiędzy stacjami Parque de Santa María i Mar de Cristal. Została otwarta 15 grudnia 1998.